# Мальгин, Альберт Александрович
Альберт Александрович Мальгин (род. 1 сентября 1966, Пермь) — советский, российский и швейцарский хоккеист, нападающий. Швейцарский тренер.

## Биография
Воспитанник пермского «Молота», за который выступал в первой лиге в сезонах 1984/85 — 1987/88. В конце последнего сезона перешёл в воскресенский «Химик», за который играл до 1992 года. Сезон 1992/93 провёл в словенском клубе «Есенице», после чего живет в Швейцарии. Играл за клубы «Давос» (1992/93, Кубок Шпенглера), «Кур» (1993/94 — 1994/95, 1996/97), «Биль» (1995/96, 2007/08), «Ольтен» (1996/97 — 1998/99, 1999/2000 — 2005/06), «Ревирлёвен Оберхаузен» (Германия, 1999/2000), «Ажуа» (2004/05), «Лангенталь» (2005/06).
Тренер в клубах «Биль» (2007/08 — 2009/10), «Лангенталь» (2010/11). Сезон 2011/12 начал в качестве главного тренера команды «Ред Айс» U20, в сентябре возглавил главный клуб, где с сезона 2013/14 также стал работать начальником команды (sports manager). В сезоне 2013/14 главным тренером стал Пётр Малков, которого Мальгин сменил 12 декабря. 14 декабря 2015 года Мальгина сменил Адриан Плавсич.
Тренер и начальник команды «Лустенау» (2017). Главный тренер «Базеля» (2018—2019) и «Зеевена» (2019 — 16 декабря 2023). С сезона 2023/24 — тренер в клубе «Висп».

### Семья
Двоюродный дядя писателя Шимуна Врочека. Сыновья Дмитрий (род. 1988) и Денис (род. 1997) — хоккеисты.